# FM!
FM! è il terzo album in studio del rapper statunitense Vince Staples, pubblicato il 2 novembre 2018 dalla Def Jam Recordings. L'album è incorniciato come acquisizione di una stazione radio, con scenette ricorrenti ospitate dal conduttore radiofonico di Los Angeles Big Boy.

## Formazione
- Vince Staples – voce
- Corey "Blacksmith" Smyth, Vince Staples, Cubeatz, Hagler, Kenny Beats, KillaGraham - missaggio

## Tracce
1. Feels Like Summer – 2:29
2. Outside! – 2:05
3. Don't Get Chipped – 2:28
4. Relay – 2:17
5. New EarlSweatshirt – 0:22
6. Run the Bands – 3:08
7. Fun! – 2:51
8. No Bleedin – 2:03
9. Brand New Tyga – 0:35
10. (562) 453-9382 – 0:52
11. Tweakin – 3:06